# Limnodromus griseus

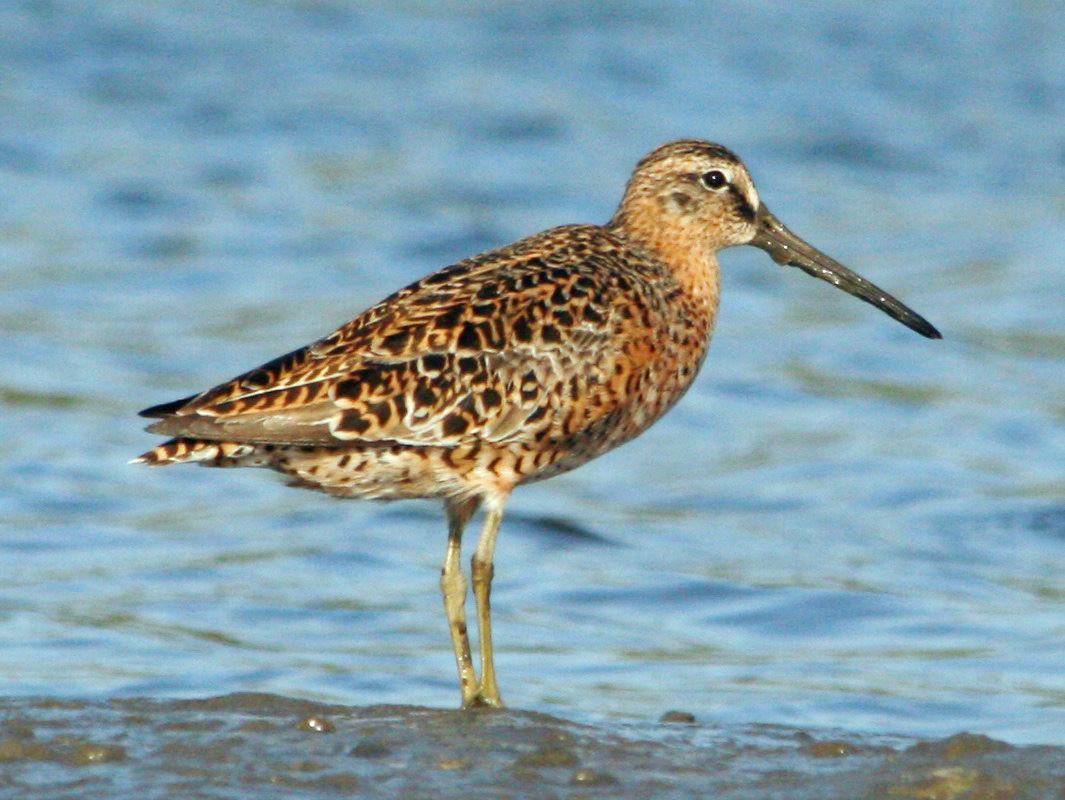
Em plumagem reprodutiva

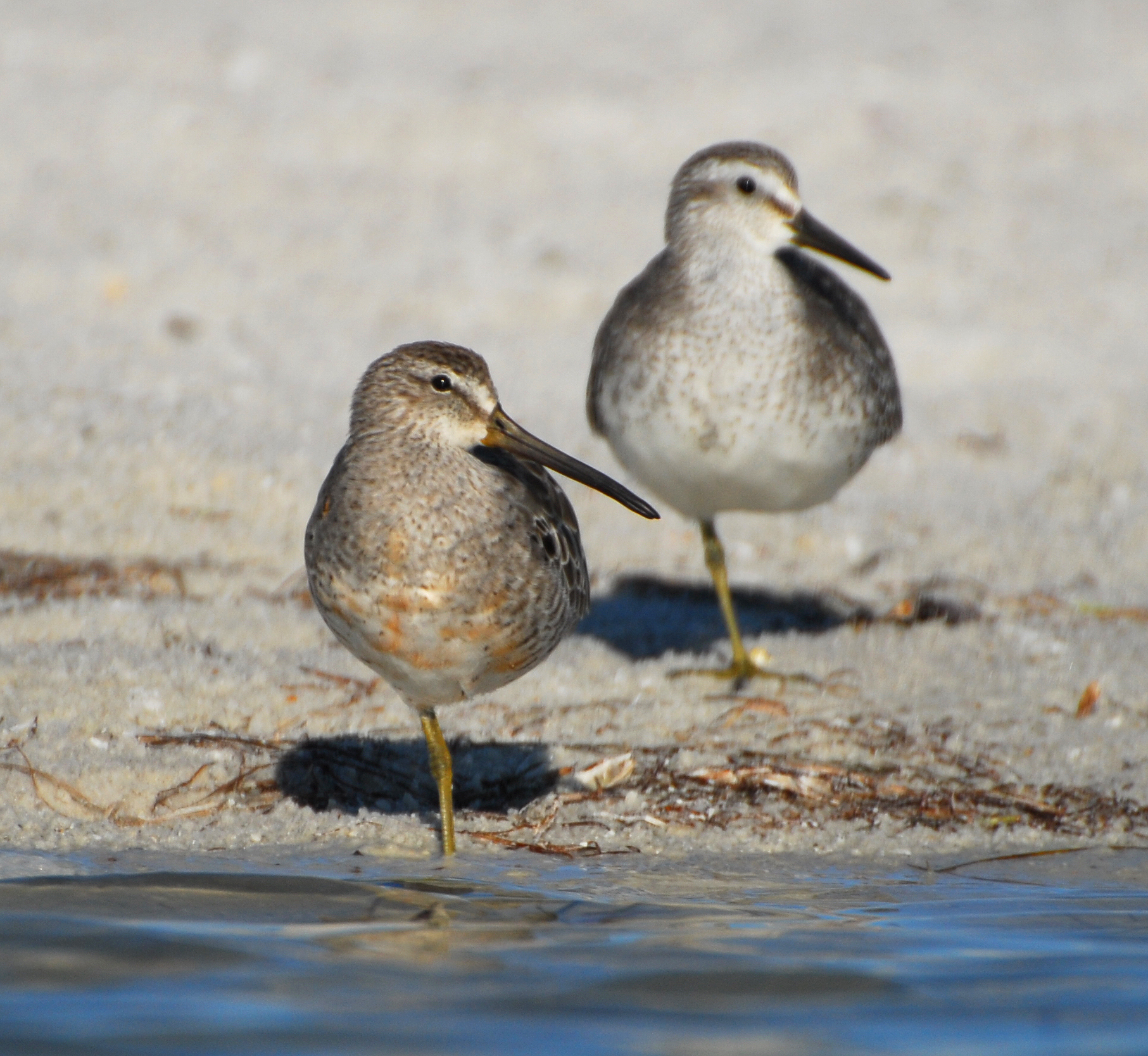
Adulto em primeiro plano, com maçarico-de-papo-vermelho ao fundo

Limnodromus griseus, conhecido popularmente como maçarico-de-costas-brancas, é uma ave limícola de médio porte, atarracada e de bico grande da família Scolopacidae.
O maçarico-de-costas-brancas se distribui desde a América do Norte, passando pela América Central e pelo Caribe, até o norte da América do Sul. É extremamente migratório, desocupando completamente as áreas de reprodução durante o inverno. Essa espécie favorece uma variedade de habitats, incluindo desde a tundra no norte até lagoas e lodaçais no sul. O maçarico-de-costas-brancas e o seu extremamente similar congênere maçarico-escolopáceo-americano eram considerados da mesma espécie até 1950. A diferenciação em campo entre ambos continua difícil hoje. A distinção entre o maçarico-de-costas-brancas em plumagem de inverno ou juvenil do maçarico-escolopáceo-americano é muito difícil e, mesmo com o exame das sutilezas de suas formas corporais diferentes, nem sempre podem ser isoladas a uma espécie particular. Eles diferem mais substancialmente nas vocalizações. Os nomes (short-billed “bico curto” para Limnodromus griseus e long-billed “bico longo” para L. scalopaceus) são enganosos, pois há muita sobreposição nos comprimentos de bico. Apenas uma pequena porcentagem pode ser identificada apenas por essa característica.

## Etimologia
O nome do gênero Limnodromus vem do grego antigo em que: limne significa "pântano" e dromos, "corredor". O nome da espécie  griseus vem do latim medieval e significa "cinza". Logo, o nome científico da espécie significa "corredor dos pântanos cinza".

## Descrição
O corpo dos adultos é marrom escuro na parte superior e avermelhado na parte inferior. A cauda tem um padrão de barras pretas e brancas. As pernas são amareladas.
Há três subespécies com variações sutis na aparência:
- L. g. griseus tem barriga branca e flancos barrados.
- L. g. hendersoni tem barriga avermelhada e flancos pontilhados.
- L. g. caurinus tem barriga branca com flancos fortemente barrados e peito densamente malhado

Nenhum deles combina a barriga avermelhada e os flancos barrados da plumagem reprodutiva do maçarico-escolopáceo-americano. A plumagem de inverno é majoritariamente cinza. Essa ave pode medir de 23 a 32 cm de comprimento, de 46 a 56 cm de envergadura e pesar de 73 a 155 g.
O canto desta ave é mais suave do que o do maçarico-escolopáceo-americano e é útil na identificação, principalmente das difíceis plumagens adultas.

## Reprodução e habitat
O habitat de reprodução da espécie inclui pântanos, marismas, lodaçais ou clareiras florestais no norte da América do Norte. L. g. griseus se reproduz no norte de Quebec, L. g. hendersoni no centro-norte do Canadá e L. g. caurinus no sul do Alasca e de Yukon.
Essas aves fazem ninhos no solo, geralmente perto da água. Seus ninhos são depressões rasas em tufos de grama ou musgo, que são revestidos com grama fina, galhos e folhas. Eles colocam quatro, às vezes três, ovos cor de azeitona a castanhos. A incubação dura 21 dias e é feita por ambos os sexos.
Os pássaros juvenis felpudos deixam o ninho logo após a eclosão. O papel dos pais não é bem conhecido, mas acredita-se que a fêmea sai e deixa o macho para cuidar dos filhotes, que encontra todo seu alimento.
Eles migram para o sul dos Estados Unidos e para o sul até o Brasil. É mais provável de serem vistos perto da costa do oceano durante a migração do que o maçarico-escolopáceo-americano. Esta espécie ocorre na Europa Ocidental apenas como um vagante extremamente raro.

## Alimentação
Alimenta-se sondando a lama rapidamente com seu bico, como uma máquina de costura. Eles comem principalmente insetos, moluscos, crustáceos e vermes marinhos, mas também algum material vegetal.